# Callistochiton omanensis
Callistochiton omanensis is een keverslakkensoort uit de familie van de Callistoplacidae. De wetenschappelijke naam van de soort is voor het eerst geldig gepubliceerd in 1994 door Kaas & Van Belle.